# Scratch-As-Catch-Can
Scratch-As-Catch-Can er en amerikansk kortfilm fra 1932. Filmen blev instrueret af Mark Sandrich, produceret af Lou Brock og distribueret af RKO Pictures. Filmen har Bobby Clark og Paul McCullough i hovedrollerne og blev nomineret til en Oscar for bedste kortfilm (komedie).
Den var erstatning for den oprindeligt nominerede kortfilm Stout Hearts and Willing Hands, som blev diskvalificeret af ukendte årsager.